# Sadovi (Guiaguínskaia)
Sadovi (en rus Садовый) és un khútor de la República d'Adiguèsia, a Rússia. És a 14 km a l'est de Guiaguínskaia i a 27 km al nord de Maikop. Pertany al municipi de Novi.